# Droits de l'homme en Russie
La notion des droits de l'homme en Russie commence à pénétrer dans le pays à la fin du XXe siècle, lorsqu'ils sont accordés par le chapitre 2 de la Constitution de la fédération russe, adoptée en 1993. Jusqu'à nos jours, les droits de l'homme font l'objet dans ce pays de luttes pour leur application, ainsi que de restrictions diverses.

## Contexte
Les droits de l'homme en Russie sont accordés par le chapitre 2 de la Constitution adoptée en 1993.
La Russie est signataire de la Déclaration universelle des droits de l'homme et a également ratifié un certain nombre d'autres instruments internationaux relatifs aux droits de l'homme, notamment le Pacte international relatif aux droits civils et politiques, le Pacte international relatif aux droits économiques, sociaux et culturels (entièrement) et la Convention européenne des droits de l'homme. Ces instruments de droit international prévalent sur les lois du pays, selon le chapitre 1, article 15 de la constitution du pays.
En tant que membre du Conseil de l'Europe, la Russie a des obligations internationales en matière de droits de l'homme. Dans l'introduction de son rapport de 2004 sur la situation en Russie, le Commissaire aux droits de l'homme du Conseil de l'Europe a noté « le changement radical depuis l'effondrement de l'URSS » et a rapporté que « les débuts de la démocratie russe sont toujours, bien entendu, loin de la perfection, mais leur existence et leur succès sont indéniables. »
Ces dernières années, Vladimir Loukine, actuel ombudsman de la Russie, a invariablement qualifié la situation des droits de l'homme en Russie d'insatisfaisante. Malgré cela, selon Loukine, ce n'est pas décourageant, car construire un État de droit et une société civile dans un pays si complexe que la Russie ne peut être qu'un processus long et difficile.
Dans son rapport Freedom in the World, l’organisation Freedom House a considéré la Russie comme partiellement libre, lui attribuant des notes de 5 sur les droits politiques et les libertés civiques (1 étant le plus libre, 7 le moins) en 2002-2004, et non libre en 2005-2008 avec la note de 6 sur les droits politiques et 5 sur les libertés civiques. En 2006, The Economist a publié une notation démocratique des pays, plaçant la Russie à la 102e place sur 167 pays, et l'a définie comme un « régime hybride avec une tendance à la réduction des droits des médias et civiques. »
La Cour européenne des droits de l'homme a reçu de nombreuses plaintes provenant de Russie. Au 1er juin 2007, 22,5 % de ses affaires en instance concernaient directement la Russie. En 2006, il y avait 151 plaintes admissibles contre la Russie (sur 1 634 venant des autres pays), alors qu'en 2005, il y en avait 110 (sur 1 036), en 2004, 64 (sur 830), en 2003, 15 (sur 753), en 2002, 12 (sur 578),,.
Selon les organisations internationales pour les droits de l'homme ainsi que la presse intérieure, les violations des droits de l'homme en Russie incluent une utilisation systématique et répandue de la torture de personnes sous la garde de la police,, la dedovchtchina (brimades) au sein de l’armée, des négligences et cruautés dans les orphelinats et des violations des droits de l'enfant.
Selon Amnesty International, des minorités ethniques sont victimes de discrimination, de racisme et de meurtres,. De plus, entre 1992 et 2009, au moins 50 journalistes ont été tués dans le pays.
La situation dans la république russe de Tchétchénie, ravagée par la guerre, est particulièrement inquiétante. Durant la Seconde guerre de Tchétchénie, qui a éclaté en septembre 1999, ont eu lieu des exécutions sommaires et des disparitions de civils tchétchènes,,. Selon l'ombudsman de Tchétchénie, Nurdi Nukhazhiyev, en mars 2007, le problème le plus délicat et douloureux est de retrouver plus de 2 700 citoyens enlevés et séquestrés. Une analyse des plaintes de citoyens tchétchènes montre alors que les problèmes sociaux sont de plus en plus prégnants, tandis que deux ans auparavant, les plaintes concernaient majoritairement des violations du droit à la vie.
La loi fédérale du 10 janvier 2006 a changé les règles régissant l'enregistrement et les activités d'organisations non gouvernementales en Russie,,. La Russian-Chechen Friendship Society a été fermée.
De nombreux cas d'agressions d'opposants organisées par les autorités locales ont été rapportés. Les meurtres de plusieurs journalistes et élus politiques ont défrayé la chronique, notamment ceux d’Anna Politkovskaïa, d’Iouri Chtchekotchikhine, de Galina Starovoïtova, de Sergueï Iouchenkov, de l'avocat Stanislav Markelov, de la journaliste Anastasia Babourova, ainsi que les emprisonnements de défenseurs des droits de l'homme, ou de scientifiques et journalistes comme Mikhaïl Trepachkine, Igor Soutiaguine (en), et Valentin Danilov.

### Invasion de l'Ukraine et répression au sein de la Russie
En mars 2022, les articles du Code pénal « Diffusion publique d'informations sciemment fausses sur l'utilisation des forces armées », « Actions publiques visant à discréditer l'utilisation des forces armées », « Appels pour l'introduction de mesures restrictives contre la Fédération de Russie » ont été adoptés puis utilisés pour poursuivre les militants antiguerre.

## Système judiciaire
Le pouvoir judiciaire est sujet à manipulation par les autorités politiques selon Amnesty International,. Selon la constitution de Russie, les juges fédéraux sont nommés par le Conseil de la fédération, puis nommés par le président.
Anna Politkovskaïa a décrit dans son livre La Russie selon Poutine, l'histoire de juges n'ayant pas suivi des ordres "d'en haut" qui ont été attaqués ou démis de leurs fonctions. Dans une lettre ouverte écrite en 2005, l'ancienne juge Olga Kudeshkina a critiqué le président de la cour de la ville de Moscou, O. Egorova, pour « sa recommandation à des juges de prendre les bonnes décisions », ce qui a prétendument causé le retrait de 80 juges à Moscou durant la période de 2002 à 2005.
Dans les années 1990, le système carcéral russe a été vivement critiqué par les médias et les groupes de défense des droits de l'homme. Il y avait de grands retards dans les cas à traiter et des retards de procès, résultant ainsi en une longue détention avant le procès. Les conditions de détention étaient également vues comme largement en deçà des standards internationaux.[réf. nécessaire] La tuberculose était un sérieux problème. Les groupes de défense des droits de l'homme ont estimé qu'environ 11 000 résidents et détenus meurent annuellement, la plupart à cause de la surpopulation, des maladies et du manque de soins. Un rapport des médias daté de 2006 a mis en avant une campagne de réforme des prisons qui a résulté en d'apparentes améliorations des conditions. La Direction du développement et de la coopération suisse a travaillé depuis 1997 à la réforme des prisons de Russie, en coopération avec des efforts de réforme par le gouvernement national.
L'État de droit a fait des avancées limitées dans la justice criminelle depuis l'époque soviétique, particulièrement dans les régions reculées. Les tribunaux suivent généralement la politique de non-acquittement : en 2004, l'acquittement a constitué seulement 0,7 % de tous les jugements. Les juges sont dépendants d'administrateurs, qui leur offrent des fonctions de procureur. Les avocats sont souvent commis d'office et mal payés. Il y a eu une rapide détérioration de la situation en raison d'abus dans la procédure criminelle, notamment par du harcèlement et de la persécution des membres de la défense dans des affaires politiquement sensibles ces dernières années. Les principes d'adversité et d'égalité des parties dans les procédures criminelles ne sont pas observés.
En 1996, le président Boris Eltsine a prononcé un moratoire sur la peine capitale en Russie. Malgré cela, le gouvernement russe a violé plusieurs promesses qu'il avait faites lors de son entrée au Conseil de l'Europe Les citoyens faisant appel à la Cour européenne des droits de l'homme sont souvent persécutés par les autorités russes, selon Politkovskaya.

## Torture et abus
La constitution russe interdit la détention arbitraire, la torture et les mauvais traitements. Le chapitre 2, article 21 de la constitution déclare : « Personne ne doit subir de torture, de violence ou toute autre forme de traitement dur ou humiliant ou de punition. », Malgré cela, la police russe est régulièrement soupçonnée d'utiliser la torture, incluant les passages à tabac, les chocs électriques, le viol, l'asphyxie, lors d'interrogatoires de suspects,,,. En 2000, l'ombudsman aux droits de l'homme, Oleg Mironov, a estimé que 50 % des prisonniers avec qui il avait parlé ont déclaré avoir été torturés. Amnesty International a rapporté que les forces militaires russes en Tchétchénie utilisaient la torture.
Dans les cas les plus extrêmes, des centaines d'innocents ont été arrêtés arbitrairement dans la rue avant d'être battus, torturés voire violés par les forces spéciales de police. Ce genre d'incidents n'ont pas seulement eu lieu en Tchétchénie, mais également dans des villes russes comme, Blagoveshensk, Bezetsk, Nefteyugansk, entre autres,,. En 2007 Radio Svoboda ("Radio Freedom", faisant partie de Radio Free Europe/Radio Liberty) a rapporté qu'un mouvement officieux Russia the Beaten a été créé à Moscou par des activistes des droits de l'homme et des journalistes « ayant souffert de violences dans de nombreuses villes russes ».
Le 1er novembre 2021, le site Gulagu.net et sa chaine Youtube ont publié la première partie d'un documentaire reprenant des vidéos de torture et de viols enregistrées dans une prison de la région de Saratov. Ces vidéos avaient été transmises par l'ex-détenu (accusé de trafic de drogue mais n'ayant avoué que sous la torture) et lanceur d'alerte Sergueï Saveliev qui y a eu accès de par son travail non rémunéré d'administrateur système dans la prison. Bien que la publication de ces vidéos ait provoqué une forte réaction des médias en Russie, la Douma a refusé la création d'une commission d'enquête,.
La torture et l'humiliation sont également répandues dans les Forces armées de la fédération de Russie. Le terme Dedovchtchina fait référence à des abus systématiques de nouveaux conscrits par des soldats plus expérimentés. Beaucoup de jeunes hommes sont tués ou se suicident pour cette raison chaque année. Il a été rapporté que de jeunes conscrits mâles sont forcés de travailler en tant que prostitués pour des "clients externes". L'Union des comités de mères de soldats de Russie travaille à la protection des droits des jeunes soldats.
Le phénomène de Dedovchtchina est étroitement lié à la division des jeunes soldats soviétiques, et aujourd'hui russes, en 4 "classes", chacune reflétant un groupe d'ancienneté de six mois sur une durée totale de service de deux ans. Ce système a été mis en place lors de l'adoption du service de deux ans en 1967. La réduction de la durée de service à une année et l'augmentation du nombre de soldats de carrière dans les forces armées pourrait changer quelque peu le caractère de Dedovchtchina.

## Criminalité

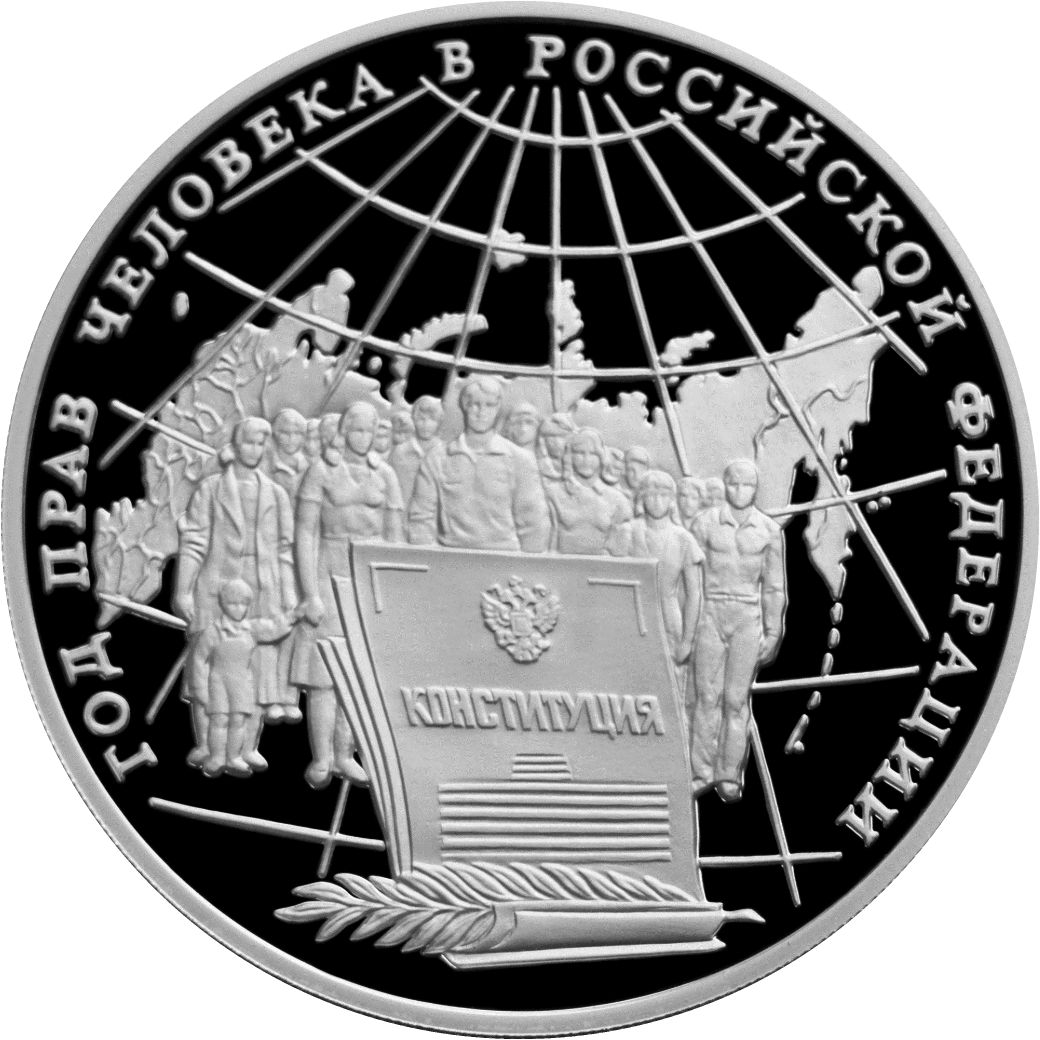
Pièce commémorative des jeux mondiaux de la jeunesse de 1998.

Dans les années 1990 correspondant aux années de présidence de Boris Eltsine, la hausse du crime organisé (voir également Mafia russe) et la fragmentation des agences de lutte contre la criminalité ont coïncidé avec une forte augmentation de la violence contre des figures du monde des affaires, des officiels administratifs ou gouvernementaux et des personnalités publiques. Le second président de Russie, Vladimir Poutine, a hérité de ces problèmes lorsqu'il a pris ses fonctions, et durant sa campagne d'élection en 2000, le nouveau président a gagné du soutien populaire en mettant l'accent sur le besoin de restaurer la loi et l'ordre et d'amener l'état de droit en Russie, comme unique façon de restaurer la confiance dans l'économie du pays.
Selon des données de Demoscope Weekly, le taux d'homicide en Russie a augmenté de 15 meurtres pour 100 000 personnes en 1991 à 32.5 en 1994, suivi d'une chute à 30.5 en 2002, puis pour redescendre à un niveau de 20 meurtres pour 100 000 personnes en 2006. Il est de 14,5 en 2009.
Avec un taux de population carcérale de 611 pour 100 000 habitants, la Russie était deuxième derrière les États-Unis (données de 2006). De plus, les études criminologiques montrent que 2000 à 2004, en comparaison avec la moyenne de 1992 à 1999, le taux de vol est en hausse de 38,2 % et le taux de crimes liés à la drogue est en augmentation de 71,7 %.

## Libertés politiques

### Élections
Des élections se sont tenues en Russie le 4 décembre 2011. Le Parlement européen a appelé à de nouvelles élections libres et équitables ainsi qu'à une enquête immédiate sur tous les rapports de fraude. Selon les députés européens, la Russie n'a pas atteint les standards d'élections définis par l'Organisation pour la sécurité et la coopération en Europe (OSCE). Les premières découvertes du bureau pour les institutions démocratiques et les droits de l'homme de l'OSCE ont dévoilé des violations de procédures, des manques d'impartialité des médias, du harcèlement d'observateurs indépendants et un manque de séparation entre parti et État.
Le gouvernement russe a annoncé ses intentions de tenir des élections plus transparentes, libres et équitables pour la présidentielle du 4 mars. Le résultat a été une augmentation de la transparence, étant donné que des webcams ont transmis le processus d'élection depuis 95 000 bureaux de vote. Plusieurs observateurs ont évalué cette élection comme l'une des plus "propres" dans l'histoire de la Russie et plus transparente que les élections à la Douma le 4 décembre.

### Cas d'espionnage
Durant la période soviétique, les scientifiques ont connu de substantiels problèmes lorsqu'ils travaillaient avec des collègues étrangers[réf. nécessaire]. Après la chute de l'URSS, qui a coïncidé avec des baisses d'allocations de fonds gouvernementaux à la science, beaucoup de scientifiques ont élargi leurs contacts avec des laboratoires étrangers. À noter que les normes administratives de secret sont toujours plus strictes en Russie qu'à l'Ouest.
Il y eut plusieurs cas où le Service fédéral de sécurité de la fédération de Russie (FSB) a accusé des scientifiques sur des présomptions de révélations de secrets d'État à des ressortissants étrangers, pendant que les accusés et leurs collègues se défendaient en affirmant que les informations ou la technologie étaient basées sur sources déjà publiées ou déclassifiées. Bien que ces cas aient souvent provoqué des réactions dans le grand public, ils ont été, dans la plupart des cas, traités à huis clos, sans couverture médiatique ou de surveillance publique.
Les scientifiques en question sont :
- Igor Sutyagin (condamné à 15 ans)[31].
- Valentin Danilov, physicien (condamné à 14 ans)[32].
- Oleg Korobeinichev, physicien-chimiste (tenu sous engagement écrit à ne pas quitter sa ville depuis 2006[64]. En mai 2007, le cas contre lui a été classé par le FSB pour faute de preuves. En juillet 2007, les procureurs ont publiquement présenté leurs excuses à Korobeinichev[65] pour "l'image d'espion".
- Oskar Kaibyshev, académicien (condamné à 6 ans avec sursis et une amende de 130 000 $)[66],[67].

L'écologiste et journaliste Alexander Nikitin, qui a travaillé avec la Fondation Bellona, était également accusé d'espionnage. Il a publié du matériel montrant les dangers posés par la flotte nucléaire russe. Il a été acquitté en 1999 après avoir passé plusieurs années en prison (son dossier a été renvoyé pour ré-enquêtre 13 fois pendant qu'il était en prison). Un autre cas est celui du journaliste et écologiste Grigory Pasko, condamné à trois ans d'emprisonnement puis relâché en raison d'une amnistie générale,. Vladimir Petrenko, qui a décrit les dangers des réserves de l'armement chimique, a été détenu préventivement en attente de jugement durant 7 mois, et Nikolay Shchur, président de Snezhinskiy Ecological Fund a lui été détenu en attente de jugement durant 6 mois.

### Autres cas
Viktor Orekhov, un ancien capitaine du KGB qui a assisté les dissidents soviétiques et a été condamné à 8 ans de prison sous l'ère soviétique, a été condamné en 1995 à 3 ans de prison pour présomption de possession d'un pistolet et de magazines. Il a été libéré après une année et a quitté le pays.
Vil Mirzayanov a été poursuivi pour un article de 1992 dans lequel il racontait que la Russie travaillait sur des armes de destruction massive chimiques, mais a gagné son procès et a par la suite émigré aux États-Unis
Vladimir Kazantsev qui a divulgué des achats illégaux de dispositifs d'écoute à des sociétés étrangères a été arrêté en août 1995, et relâché à la fin de l'année, bien que le dossier n'était pas classé,. L'enquêteur Mikhail Trepashkin a été condamné en mai 2004 à quatre ans de prison.
Le journaliste Vladimir Rakhmankov a été condamné le 9 janvier 2006 pour diffamation du président dans son article Putin as phallic symbol of Russia à une amende de 20 000 roubles (environ 695 USD),.
Les dissidents politiques d'anciennes républiques soviétiques, tels que les autoritaristes du Tadjikistan et de l'Ouzbékistan, sont souvent arrêtés par le FSB et extradés dans ces pays pour des poursuites, en dépit des protestations des organisations internationales des droits de l'homme,. Les services spéciaux de sécurité du Tadjikistan, de l'Ouzbékistan, du Turkménistan et de l'Azerbaïdjan kidnappent également des personnes sur le territoire russe, avec l'accord implicite du FSB.
De nombreuses personnes ont également été mises en détention pour prévenir toute manifestation durant le sommet du G8 en 2006.
Les opposants à l'annexion de la Crimée Oleksandr Kolchenko et Oleh Sentsov sont condamnés d'un procès qualifié de « stalinien » par Amnesty International,. Le 11 février 2016, une perquisition à domicile sur le militant tatare de Crimée des droits de l'homme Emir-Usein Kuku a eu lieu et il a été arrêté par les autorités russes. Il a été accusé d'appartenir à l'organisation islamiste interdite Hizb ut-Tahrir, bien que Kuku nie tout lien avec cette organisation. L'organisation russe des droits humains Memorial et Amnesty International classent Kuku comme prisonnier politique et demandent sa libération,.

## Abus des droits de l'homme en relation avec les affaires
Il y a eu de nombreux cas importants d'abus des droits de l'homme en relation avec le monde des affaires en Russie. Entre autres, cela comprend évidemment des abus de l'article 17 de la Déclaration universelle des droits de l'homme. Cela inclut le cas des anciens responsables de la compagnie pétrolière Ioukos, Mikhaïl Khodorkovski et Platon Lebedev qu'Amnesty International a déclarés prisonniers d'opinion, et le cas du l'avocat Sergueï Magnitski, dont les efforts pour exposer la conspiration de criminels et de personnalités officielles des agences de lutte contre la criminalité corrompues l'ont mené à subir des abus réguliers en prison qui ont conduit à sa mort,,. Un cas analogue est la mort en détention de la femme d'affaires Vera Trifonova, qui a été emprisonnée pour suspicion de fraude.
Les dossiers de ce type ont contribué à attiser la suspicion à propos du système judiciaire russe dans les autres pays, suspicion que le pays a lui-même envenimées lors du refus de garantir les demandes d'extradition russes pour les hommes d'affaires en voyage à l'étranger. Des exemples notables de cela sont les cas du magnat Boris Berezovsky et de l'ancien vice-président de Ioukos Alexander Temerko au Royaume-Uni, le magnat des médias Vladimir Gusinsky en Espagne et en Grèce, Leonid Nevzlin en Israël et Ivan Kolesnikov à Chypre. Un cas qui va tester l'attitude des autorités françaises face à cette question est celle du magnat des transports maritimes Vitali Arkhanguelski. Les révélations de Wikileaks ont démontré le bas niveau de confiance qu'ont les autres gouvernements en le gouvernement russe dans ce genre d'affaires. Les cas impliquant des compagnies de premier plan ont été l'objet de l'attention des médias à travers le monde, mais il y a beaucoup d'autres cas dignes d'attention : un exemple typique est ceux concernant les expropriations d'avoirs, avec des criminels et des membres corrompus des forces de l'ordre qui collaborent afin d'amener de fausses charges contre des hommes d'affaires, qui sont menacés de poursuites criminelles s'ils ne remettent pas leurs actifs. Une éminente protestataire contre ce genre d'abus est Yana Yakovleva, qui a elle-même été une victime et qui a fondé le groupe Business Solidarity à la suite des abus qu'elle a subis,.

## Morts suspectes
Les autorités et le FSB sont soupçonnés d'avoir assassiné plusieurs parlementaires d'opposition et des journalistes d'investigation qui menaient des enquêtes dérangeantes : Sergueï Iouchenkov, Iouri Chtchekotchikhine, Alexandre Litvinenko, Galina Starovoïtova, Anna Politkovskaïa, Stanislav Markelov, Boris Nemtsov.

## Situation en Tchétchénie

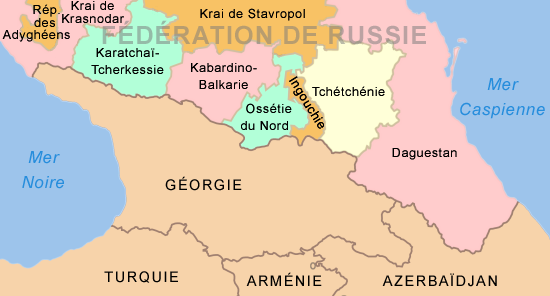
Carte de la Tchétchénie et des autres régions du Caucase.

La politique du gouvernement russe en Tchétchénie est la cause de préoccupations internationales,. Il a été rapporté que les forces armées russes ont enlevé, torturé et tué de nombreux civils en Tchétchénie, mais les séparatistes tchétchènes ont également commis des abus, comme l'enlèvement de personnes en échange de rançon. Les groupes de défense des droits de l'homme critiquent les cas de personnes disparaissant durant une détention par les officiels russes. Des arrestations illégales systématiques et des cas de torture perpétrées par les forces armées russes sous le commandement de Ramzan Kadyrov et le ministère fédéral de l'Intérieur ont également été rapportées. Il existe également des rapports concernant des répressions, des blocus d'informations et une atmosphère de peur et de désespoir en Tchétchénie.
Selon les rapports de Memorial,, il existe un système de « convoyage de la violence » en Tchétchénie, ainsi que dans l'Ingouchie voisine. Des personnes sont suspectées de crimes en rapport avec des activités de groupes séparatistes, sont détenues illégalement par les membres d'agences de sécurité puis disparaissent. Après un certain temps, une partie des détenus sont retrouvés dans des centres de détention préliminaires, où ils sont torturés afin de leur faire avouer un crime ou dénoncer un complice. Les pressions psychologiques sont également utilisées. La célèbre journaliste russe Anna Politkovskaïa a comparé ce système avec le Goulag et a dénoncé les centaines de cas.
Selon les journalistes russes, des violations des droits de l'homme ont été à la fois commises par les autorités fédérales et par le gouvernement tchétchène de Kadyrov.
De nombreux journalistes ont été tués en Tchétchénie, supposément pour avoir suivi le conflit,, comme Cynthia Elbaum, Vladimir Jitarenko, Nina Yefimova, Jochen Piest, Farkhad Kerimov, Natalia Aliakina, Chamkhan Kaguirov, Viktor Pimenov, Nadejda Tchaïkova, Soupian Ependiev, Ramzan Mejidov et Chamil Guigaïev, Vladimir Iatsina, Aleksandr Iefremov, Roddy Scott, Paul Klebnikov, Magomedzagid Varissov, Natalia Estemirova et Anna Politkovskaïa.
En 2009, le Commissaire aux droits de l'homme du Conseil de l'Europe, Thomas Hammarberg a rapporté, « des conflits militaires prioritaires, des attaques terroristes récurrentes incluant des attentats suicides à la bombe, ainsi qu'une corruption répandue et un climat d'impunité ont tourmenté la région. »
Selon le Human Rights Centre Memorial, le nombre total d'enlèvements présumés en Tchétchénie était de 42 durant l'ensemble de l'année 2008, tandis que durant les quatre premiers mois de 2009, il y eut 58 cas. Sur ces 58 personnes, 45 ont été relâchées, 2 trouvées mortes, 4 étaient portées disparues et 7 ont été retrouvées dans des centres de détention de la police. Pendant l'année 2008, 164 plaintes criminelles concernant des actes commis par les forces de l'ordre ont été faites, 111 ont été accordées. Dans la première moitié de 2009, 53 plaintes ont été déposés pour 18 acceptées.
Le 16 avril 2009 le régime de counter-terrorism operation (CTO) a été levé par les autorités fédérales. Après cela, les autorités tchétchènes sont responsables de la lutte contre le terrorisme dans la république. Malgré cela, la fin du régime "CTO" n'a pas été accompagnée d'une diminution d'activité des groupes illégaux armés en Tchétchénie.
Il existe des rapports sur la pratique de punitions collectives à l'encontre de proches de terroristes présumés ou d'insurgés : les incendies punitifs de domicile ont continué d'être la tactique la plus utilisée contre les familles de ces derniers. Les autorités tchétchènes ont confirmé ce genre d'incidents et ont indiqué que « ce genre de pratiques était difficile à prévenir, car elle découle de coutumes de revanche répandues », cependant, des efforts d'éducation ont été faits pour prévenir ces actes, avec la participation active d'anciens du village et de membres du clergé musulman, et des compensations ont été versées à beaucoup de victime de ces incendies.

### Reconstruction de la Tchétchénie

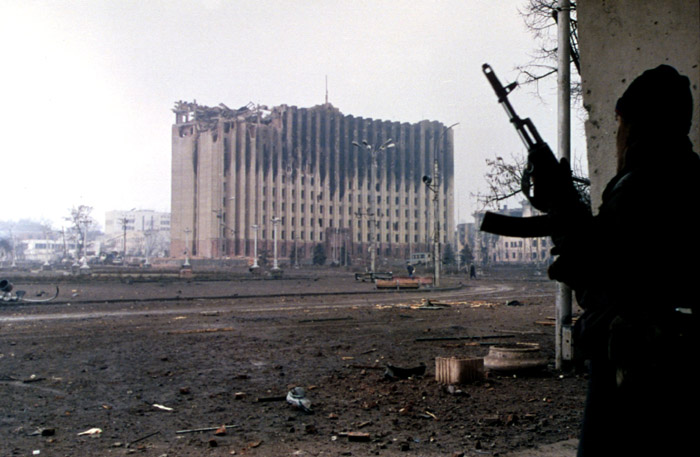
Parmi les ravages de la première guerre de Tchétchénie en 1995, il ne reste plus que des ruines du Palais présidentiel de Grozny.

Dans le rapport de 2007, Thomas Hammarberg a noté « les efforts faits par les autorités tchétchènes à reconstruire les villages et les villes, en particulier la capitale, Grozny, et a déclaré bienvenue la reprise des écoles et hôpitaux. » Cependant, à partir de 2009, les privations économiques sont l'un des problèmes de recouvrement pour la population, avec un taux de chômage de 32,9 % en Tchétchénie et 52,1 % en Ingouchie.
Le 25 mars 2010, l'aéroport de Grozny s'est ouvert aux vols internationaux,.

## Institutions de défense des droits de l'homme

### Organisations gouvernementales
Les efforts à l'institutionnalisation officiels de la défense des droits de l'homme ont été partagés. En 1996, l'activiste des droits de l'homme Sergueï Kovalev a démissionné de son poste de président de la commission présidentielle des droits de l'homme en protestation aux agissements du gouvernement, en particulier la guerre en Tchétchénie. En 1997, le parlement a accepté une loi établissant un « ombudsman des droits de l'homme" », une fonction garantie par la Constitution de la fédération de Russie et demandée par les membres du Conseil de l'Europe, auquel la Russie a été admise en février 1996. La Douma a finalement sélectionné le député Oleg Mironov, un membre du parti communiste, en mai 1998. Mironov a démissionné à la fois de la Douma et du parti après son élection, en citant la stipulation légale de l'indépendance de l'ombudsman. En raison de son appartenance politique, et parce qu'il n'avait aucune réelle expertise dans le domaine des droits de l'homme, sa nomination a été vivement critiquée à l'époque par les activistes de défense des droits de l'homme.
Par décret présidentiel, le 21 octobre 2019, 5 membres, personnalités critiques des autorités russes, sont exclus du Conseil des droits de l’homme auprès du Kremlin.

### Organisations non gouvernementales
La Douma a accepté un projet de loi demandant aux antennes locales d'organisations non gouvernementales étrangères de se réinscrire en tant qu'organisations russes sujettes à la juridiction russe, et par là, à des restrictions financières et légales plus strictes. Le projet de loi donne aux officiels russes une vue globale des finances et des activités. Le projet de loi a été fortement critiqué par Human Rights Watch, Memorial et la Fondation INDEM pour ses effets possibles sur le contrôle international du statut des droits de l'homme en Russie. En octobre 2006, les activités de beaucoup d'organisations non gouvernementales ont été suspendues par le biais de cette loi. Les officiels ont répondu que « les suspensions ont résulté simplement de l'échec de groupe privé à remplir les critères légaux, et non d'une décision politique de la part de l'État. Les différents groupes seront autorisés à reprendre leurs activités lorsque leur enregistrement sera complété. » Une autre mesure de répression a eu lieu en 2007.

## Libertés publiques

### Liberté de culte
La Constitution de la fédération de Russie garantit la liberté de religion et l'égalité de chaque religion au regard de la loi ainsi que la séparation des pouvoirs entre église et État.  Comme Vladimir Poutine l'a souligné dans son rapport d'ombudsman de 2005, « l'État russe a fait des progrès significatifs dans l'observation de la liberté religieuse et dans la reconnaissance légale des activités d'associations religieuses, surmontant un héritage de totalitarisme, la domination d'une unique idéologie et un parti dictatorial. ».
La Russie est un pays multiconfessionnel avec une large majorité d'orthodoxes (61 %), une grande proportion de musulmans (12 %), 1 % de juifs et environ 1 % de catholiques, plus d'autres confessions plus minoritaires. Selon Álvaro Gil-Robles, les relations entre les représentants des différentes communautés religieuses sont généralement harmonieuses. 
Gil-Robles a souligné le soutien fourni par les autorités à la fois fédérales et régionales aux différentes communautés religieuses, et a relevé l'exemple du Tatarstan comme « véritable mélange de cultures et de religions ».  En revanche, les catholiques, ainsi que d'autres religions, ne sont pas toujours pris en compte par les autorités fédérales et locales. 
Vladimir Poutine a noté en 2005, que les citoyens russes n'encontrent que rarement des violations concernant la liberté de conscience, garantie par l'article 28 de la Constitution.  Ainsi, le bureau du commissionnaire accepte entre 200 et 250 plaintes annuelles en relation avec des violations de ce droits, habituellement de groupes de croyants représentant diverses confessions, orthodoxes (mais n'ayant pas de rapport avec le Patriarcat de Moscou et de toute la Russie), d'anciens croyants, de musulmans, protestants et d'autres. 
Différents problèmes surgissent concernant le droit d'association des citoyens, article 30 de la Constitution.  Comme l'a noté Vladimir Poutine, bien que le nombre d'organisations religieuses soit en hausse constante (22 144 en 2005), un nombre également croissant d'organisations religieuses échouent dans la procédure de reconnaissance légale, les Témoins de Jéhovah et l'Association internationale pour la conscience de Krishna entre autres. 
L'afflux de missionnaires ces dernières années a mené des groupes, particulièrement des mouvements nationalistes et l'Église orthodoxe russe, à faire pression afin de limiter les activés de ces groupes religieux « non-traditionnels ». En réponse, la Douma a passé une nouvelle loi, restrictive et potentiellement discriminatoire en octobre 1997. La loi est très complexe, avec de nombreuses dispositions ambigües et contradictoires. La disposition la plus controversée sépare les « groupes religieux » et les « organisations religieuses », et introduit une « règle de 15 ans », qui autorise les groupes ayant existé depuis 15 ans ou plus, à obtenir une accréditation. Selon le prêtre russe et dissident Gleb Yakunin, « la nouvelle loi favorise fortement l'Église orthodoxe russe aux dépens de toutes les autres religions, incluant le judaïsme, le catholicisme et le protestantisme », et c'est « un pas en arrière dans le processus de démocratisation de la Russie ».
La proposition de garantir « l'exclusion de toute discrimination légale, administrative ou fiscale, à l'encontre des confessions, « non traditionnelles » a été adoptée par l'Assemblée parlementaire du Conseil de l'Europe en juin 2005.
Anna Politkovskaïa a décrit des cas de persécution et même de meurtres de musulmans par les forces de l'ordre russes dans le Nord du Caucase,. Cependant, il y a beaucoup de musulmans dans de hautes fonctions au gouvernement, à la Douma et dans les affaires.

### Liberté de la presse
- Libre
- Pas tout à fait libre
- Non libre
- Pas de données (des régions libres n'ont pas été trouvées)

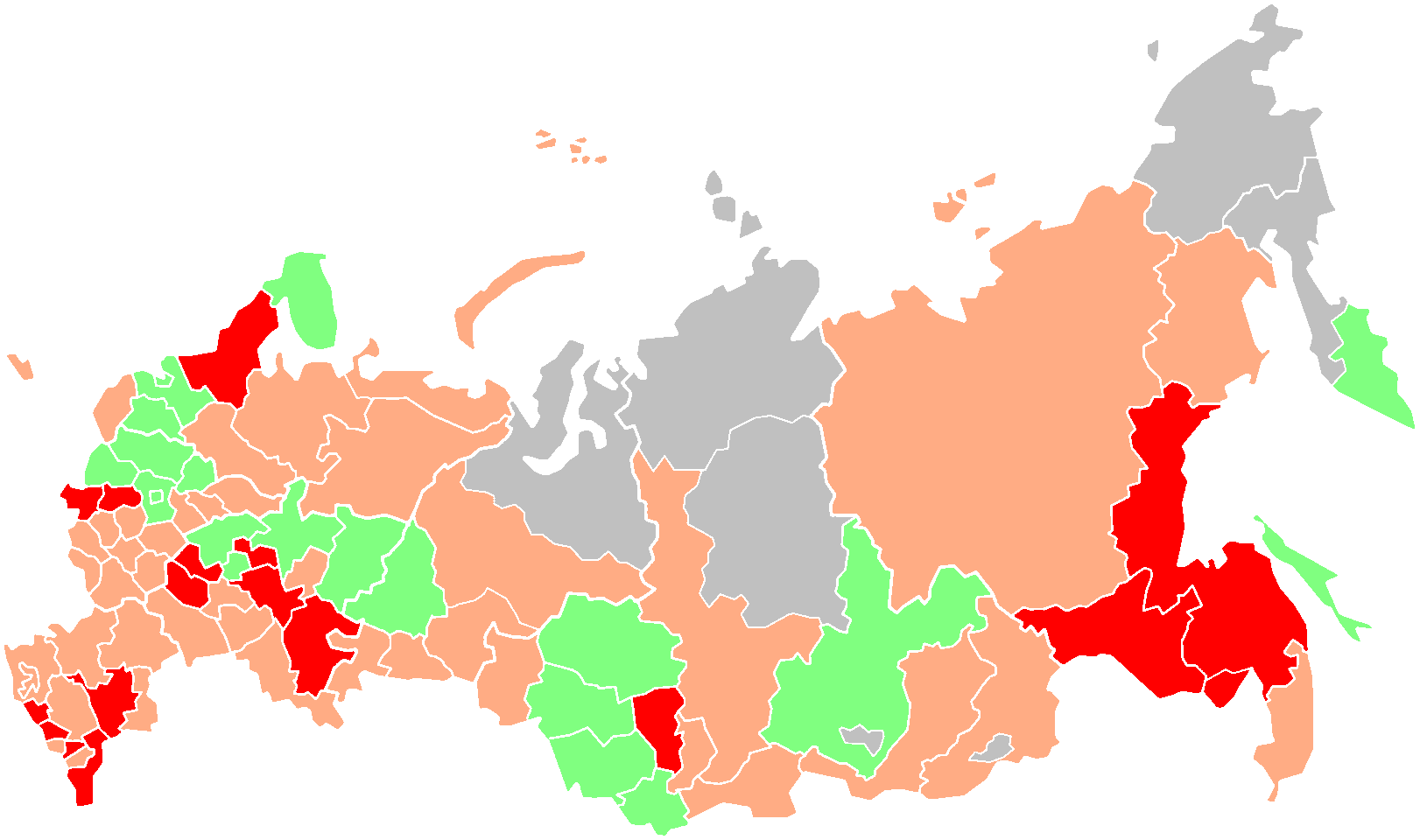
La liberté de la presse dans les régions russes en 2006.
Libre
Pas tout à fait libre
Non libre
Pas de données (des régions libres n'ont pas été trouvées)
Source : Glasnost Defence Foundation.

Reporters sans frontières a placé la Russie à la 147e place du World Press Freedom Index sur 168 pays listés.
Selon le Comité pour la protection des journalistes, 47 journalistes ont été tués en Russie en raison de leur activité professionnelle depuis 1992 (état au 15 janvier 2008. Trente ont été tués sous le mandat du président Boris Eltsine, et le reste sous celui de Vladimir Poutine,. Selon Glasnost Defence Foundation il y a eu 8 cas de morts suspectes en 2007, 75 agressions de journalistes et 11 attaques sur des bureaux de rédaction. En 2006, les statistiques montraient 9 morts, 69 agressions et 12 attaques sur des bureaux. En 2005, la liste de tous les cas a inclus 7 morts, 63 agressions, 12 attaques sur des bureaux, 23 incidents de censure, 42 poursuites judiciaires, 11 licenciements illégaux, 47 cas de détention par la Militsia, 382 procès, 233 cas d'obstruction, 23 fermeture de bureaux de rédaction, 10 évictions, 28 confiscations de productions imprimées, 23 cas d'arrêt de diffusion, 38 refus de distribution ou d'impression, 25 actes d'intimidation et 344 autres violations des droits de journalistes russes.
La journaliste russe Anna Politkovskaïa, célèbre pour ses critiques des actions russes en Tchétchénie et du gouvernement tchétchènes pro-Kremlin, a été assassinée à Moscou. L'ancien officier du KGB Oleg Gordievsky pense que les meurtres des écrivains Yuri Shchekochikhin (auteur de Esclaves du KGB), Anna Politkovskaïa, et Alexandre Litvinenko démontrent que le FSB a de nouveau recours aux assassinats politiques, dont le 13e département du KGB était autrefois responsable.
La journaliste d'opposition Evguenia Albats en interview avec Eduard Steiner a déclaré : « Aujourd'hui les directeurs des chaînes de télévision et des journaux sont invités tous les jeudis dans le bureau du député responsable de l'administration au Kremlin, Vladislav Sourkov afin d'apprendre quelles nouvelles doivent être présentées et où. Les journalistes sont corrompus grâce à d'énormes salaires. »
À la suite de l'invasion russe de l'Ukraine en 2022, la plupart des fournisseurs d'accès Internet russes ont commencé à bloquer l'accès à Twitter, Facebook, Instagram, BBC, Deutsche Welle, Radio Free Europe, Voice of America, Interfax, Meduza, Dozhd, The New Times et 200rf. (un site Web lancé par le ministère ukrainien des Affaires intérieures pour permettre aux Russes de retrouver les membres de leur famille qui ont été capturés ou tués pendant la guerre).
Le 21 septembre 2022, au moins 24 journalistes russes sont arrêtés, détenus, inculpés ou convoqués par l'armée alors qu'ils couvrent des manifestations anti-mobilisation se propageant à travers la Russie depuis que le président Vladimir Poutine a annoncé une « mobilisation partielle » des réservistes militaires.

### Liberté de réunion
La Constitution de la fédération de Russie garantit la liberté de réunion : les citoyens de la fédération de Russie ont le droit  de se réunir paisiblement, sans armes, de faire des réunions, des rassemblements, des manifestations, des marches et des piquets de grève.

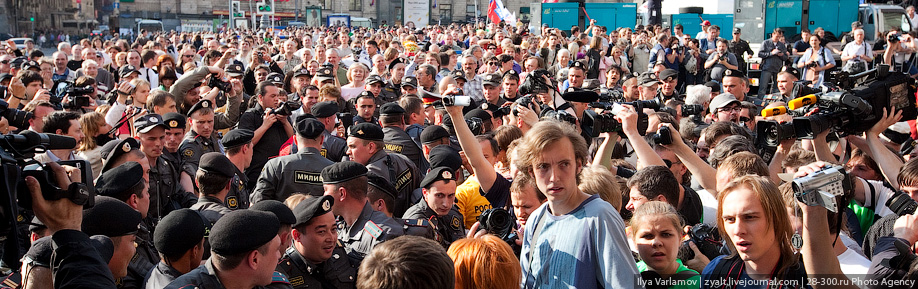
Action protestataire pour la défense de l'article 31 de la Constitution russe, le 31 janvier 2010 à Moscou.

## Discriminations et minorités

### Droits des LGBT

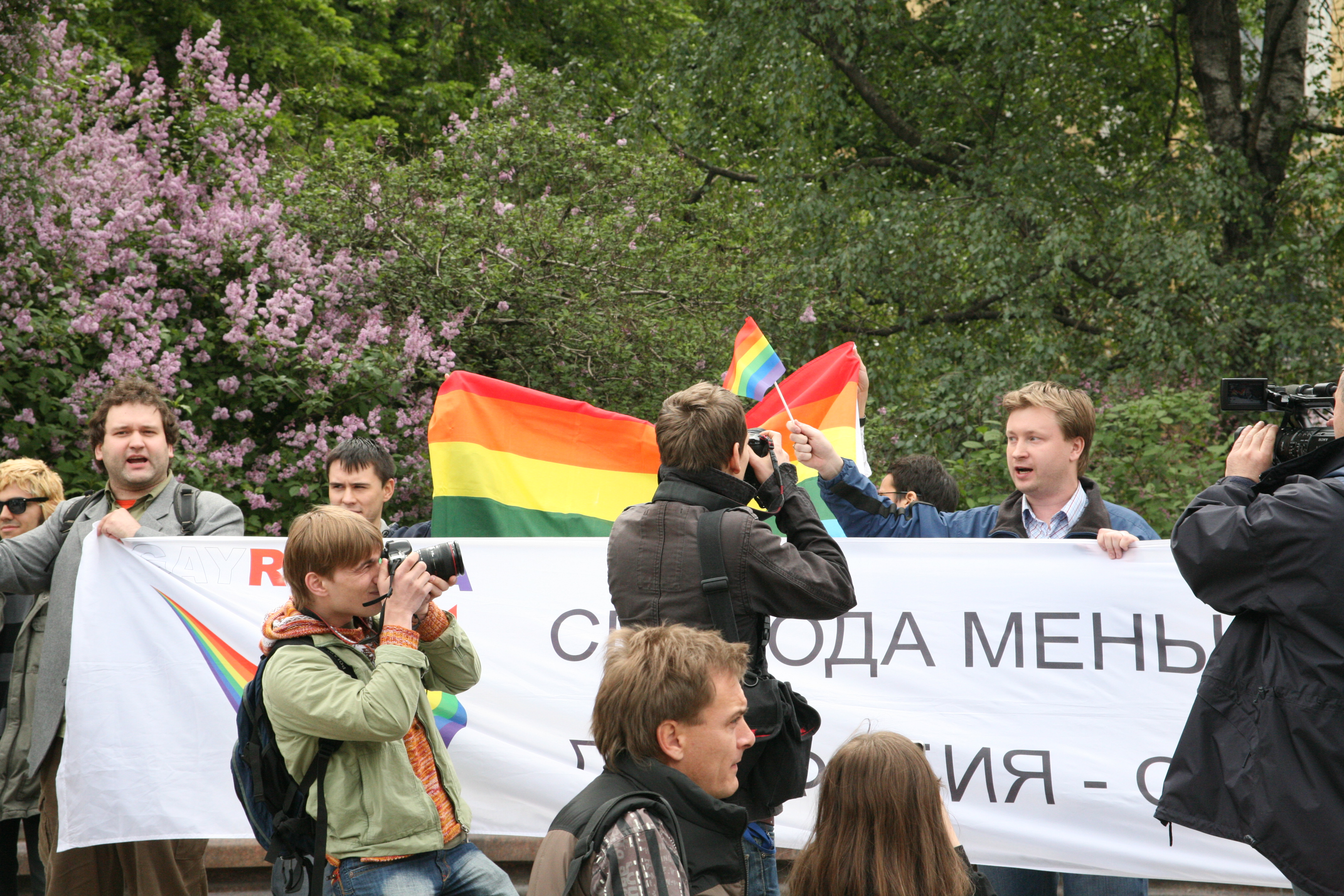
Gay Pride à Moscou en 2008.

Une loi adoptée en 2013 interdisant la « propagande homosexuelle » a suscité des questions concernant la façon dont le gouvernement traite les personnes queers (lesbiennes, gaies, bisexuelles, transgenres, etc.) (LGBT). Bien que l'homosexualité masculine a été décriminalisée en 1993 (l'ancienne loi soviétique de 1933 ayant été abrogée), les autorités n'ont rien fait pour mettre en œuvre une législation contre les discriminations ou les persécutions fondées sur l'orientation sexuelle ou l'identité de genre. Selon certains activistes des mouvements LGTB les crimes contre les homosexuels seraient en hausse. Selon un sondage du All Russian Center for Public Opinion détenu par l'État, 88 % des Russes soutiennent cette loi même si la plupart d'entre eux n'ont jamais vu une telle « propagande homosexuelle ». Selon l'ONG Human Rights Watch on assisterait depuis l'adoption de cette loi à un accroissement des violences anti-LGTB qui resteraient souvent impunies.
L'opinion publique sur les sujets et les personnes LGBT tend à être négative. D'après un sondage de 2005, 43,5 % des Russes sont favorables à la recriminalisation des relations homosexuelles entre adultes consentants. Cependant, selon le même sondage, 42,8 % des Russes soutiennent l'interdiction légale des discriminations fondées sur l'orientation sexuelle.

### Minorités ethniques
La fédération de Russie est un État multi-national comptant plus de 170 groupes ethniques désignés comme nationalités, dont les effectifs sont très variables, allant de plusieurs millions comme pour les Russes et les Tatars à moins de 10 000 pour les Nénètses et les Samis.  Parmi 83 sujets qui constituent la fédération de Russie, il y a 21 républiques nationales (c'est-à-dire la terre d'origine d'une minorité ethnique), 5 okrougs autonomes (habituellement avec une minorité ethnique substantielle ou prédominante) et un oblast autonome. Malgré cela, comme l'a noté le Commissaire aux droits de l'homme du Conseil de l'Europe, Álvaro Gil-Robles, dans son rapport de 2004, que la région soit « nationale » ou pas, tous les citoyens ont des droits égaux et aucun n'est privilégié ou discriminé en raison de son affiliation ethnique. 
Comme l'a noté Gil-Robles, bien que la coopération et les bonnes relations soient généralement la règle dans la majorité des régions, des tensions, dont les origines varient, surgissent. Les sources des tensions incluent des problèmes en relation avec les personnes ayant souffert de répressions stalinistes, de problèmes sociaux et économiques provoquant des tensions entre différentes communautés, et la situation en Tchétchénie et les attaques terroristes associées résultant des hostilités contre des personnes du Caucase et d'Asie centrale, prenant la forme de discrimination et de racisme manifeste à l'encontre de ces groupes. 
Le Conseil de l'Union européenne, en mai 2007, s'est inquiété que la Russie n'a toujours pas adopté de législation anti-discrimination globale, et que les dispositions existantes sont rarement utilisées malgré les cas rapportés de discrimination.
Comme l'a noté Gil-Robles en 2004, les minorités sont généralement représentées dans les autorités locales et régionales, et participent activement aux affaires publiques. Gil-Robles a souligné le degré de coopération et de compréhension parmi les différentes nationalités vivant au même endroit, ainsi que le rôle des autorités locales et régionales dans le dialogue et le développement.  Avec cela, le Conseil de l'Union européenne a noté en 2007 certains revers dans la participation des minorités à la vie publique, telle que l'abrogation de dispositions fédérales pour les quotas pour les personnes indigènes dans les législatures régionales.
Bien que la Constitution de la fédération de Russie reconnaisse le russe comme langue officielle, les républiques individuelles peuvent déclarer une ou plusieurs langues officielles supplémentaires. La plupart en ont au moins une, la langue de la nationalité éponyme.  Comme les ministres l'ont noté en 2007, il existe une langue vivante minoritaire dans la plupart des régions fédérées, avec plus de 1 350 journaux et magazines, 300 chaînes télévisées et 250 stations de radio dans plus de 50 langues mineures. De plus, la législation autorise l'usage d'une langue minoritaire dans les diffusions télévisées et radiophoniques fédérales.
En 2007, il y avait 6 260 écoles qui dispensaient un enseignement dans 38 langues minoritaires et plus de 75 de ces langues étaient dispensés en tant que matière dans plus de 10 000 écoles. Le Conseil de l'Union européenne a noté les efforts entrepris afin d'améliorer la mise à disposition de livres et d'enseignants de langues minoritaires ainsi que la plus grande disponibilité de l'enseignement de ces langues. Malgré cela, les ministres ont relevé qu'il restait des défauts dans l'accès à l'éducation pour les personnes appartenant à certaines minorités.
Bien qu'il y ait plus de 2 000 associations nationales de minorités publiques et 560 cultures nationales autonomes, le comité des ministres a noté que, dans plusieurs régions, le soutien de l'état pour la préservation et le développement des cultures minoritaires est toujours inadéquat. Alvaro Gil-Robles a souligné en 2004, qu'il y avait une différence significative entre les groupes ethniques éponymes et les groupes et nationalités n'ayant pas de territoire national, car les ressources de ce dernier sont relativement limitées. 
La Russie est également la patrie de plusieurs catégories particulières de personnes, par exemple de peuples indigènes du nord ou de l'extrême est, qui gardent un mode de vie très traditionnel, souvent dans des conditions climatiques dangereuses, en s'adaptant au monde moderne.  Après la chute de l'Union soviétique, la Russie a adopté une loi afin de protéger les droits des petites communautés indigènes nordiques.  Gil-Robles a relevé l'existence d'accords entre les représentants des indigènes et les sociétés pétrolières, dans le but de compenser des dommages potentiels sur l'habitat des personnes dues aux exploitations pétrolières.  Comme l'a soulevé le Conseil de l'Union européenne en 2007, malgré quelques initiatives de développement, la situation sociale et économique de plusieurs petites communautés indigènes a été affectée par de récents amendements au niveau fédéral, leur enlevant certaines mesures positives quant à l'accès à la terre et à d'autres ressources naturelles.
Alvaro Gil-Robles a noté en 2004, que comme beaucoup de pays européens, la fédération de Russie est également l'hôte de nombreux étrangers, qui lorsqu'ils sont concentrés dans une même zone créent de nouvelles minorités, qui rencontrent des problèmes, comme l'accès aux traitements médicaux, en raison de l'inexistence d'une inscription. Les personnes inscrites rencontrent des problèmes d'intégration notamment en raison de la barrière linguistique. 
Le Conseil de l'Union européenne a relevé en 2007 que malgré les efforts pour améliorer l'accès à l'incrisption de résidence et à la nationalité pour les minorités nationales, ces mesures n'ont pas régularisé la situation de toutes les personnes concernées.

### Étrangers et migrants
En octobre 2002, la Russie a introduit une nouvelle legislation concernant les droits légaux des étrangers, faite pour contrôler l'immigration et clarifier les droits des étrangers. Malgré cela, à partir de 2004, de nombreuses communautés étrangères en Russie ont rencontré des difficultés selon Álvaro Gil-Robles. 
À partir de 2007, presque 8 millions de migrants sont officiellement enregistrés en Russie, tandis que 5 à 7 millions n'ont pas de statut juridique.
La majorité des étrangers arrivant en Russie sont à la recherche d'un emploi. Dans beaucoup de cas, ils n'ont pas de contrat préliminaire ou d'autres accords avec un employeur local. Un problème typique est le statut illégal de beaucoup d'étrangers. Par exemple, s'ils ne sont pas enregistrés et n'ont pas de papiers d'identité, cela les prive de toute assistance sociale et mène souvent à leur exploitation par l'employeur. Malgré cela, les travailleurs étrangers restent rentables, ce qui peut expliquer avec la réticence des autorités locales à régler le problème l'apparition d'une sorte de modus vivendi.  Comme l'a noté Gil-Robles, il est facile d'imaginer que le statut illégal de beaucoup d'étrangers crée un environnement propice à la corruption. Les immigrants illégaux, même s'ils ont passé plusieurs années en Russie, peuvent être arrêtés n'importe quand et placés dans des centres de détention spécifiques, en vue d'une expulsion future. Dès 2004, les conditions de détention dans ces centres sont très mauvaises et les manques de fonds pour les procédures d'expulsion font que la détention des immigrants peut durer des mois voire des années.  Gil-Robles a néanmoins détecté un engagement politique ferme de la part des autorités avec lesquelles il s'est entretenu, afin de trouver une solution satisfaisante avec les autorités. 
Il y a un cas spécial pour les anciens citoyens soviétiques. Avec l'effondrement de l'Union soviétique, la loi sur la nationalité de 1991 reconnaît tous les anciens citoyens soviétiques résidant de manière permanente en fédération de Russie comme des citoyens russes. Cependant, les personnes nées en Russie qui n'étaient pas sur le territoire lors de l'entrée en vigueur de la loi, ainsi que les personnes nées en Union soviétique et vivant en Russie mais n'étant pas formellement domiciliées dans ce pays, n'ont pas reçu la citoyenneté russe. Le 31 décembre 2003, lorsque l'ancien passeport soviétique est devenu invalide, ces personnes sont subitement devenues des étrangers, bien que beaucoup d'entre eux considéraient la Russie comme leur nation. La majorité de ces personnes ont été privées de retraite et de couverture médicale. Leur moral a également été sérieusement affecté en raison du sentiment de rejet. 
Un autre cas spécial est celui des Meskhètes. Victimes à la fois de la déportation par Staline depuis la Géorgie du sud et des pogroms dans la Vallée de Ferghana en Ouzbékistan, certains d'entre eux ont finalement été dispersés en Russie. Bien que dans la majeure partie des régions de Russie, les Meskhètes ont automatiquement reçu la nationalité russe, quelque 15 000 Meskhètes du Kraï de Krasnodar ont été privés de tout statut légal depuis 1991.  Malheureusement, même les mesures prises par Alvaro Gil-Robles en 2004 n'ont pas fait changer de position les autorités de Kraï de Krasnodar : dans son rapport de 2005, Vladimir Lukin l'a appelée « la campagne initiée par les autorités locales contre certains groupes ethniques ».  La sortie de cette situation pour un nombre significatif de Meskhètes est devenue l'émigration aux États-Unis. Comme l'a noté Vladimir Lukin en 2005, il y a un problème similaire avec 5 500 yézidis ayant déménagé au Kraï de Krasnodar avant la désintégration de l'URSS depuis l'Arménie. Seulement un millier d'entre eux ont reçu la nationalité russe, tandis que les autres n'ont pas pu être légalisés. 
En 2006, la Russie a, à l'initiative de Vladimir Poutine, adopté une loi dans le but de « protéger les intérêts de la population native de Russie », visant à des restrictions significatives sur la présence d'étrangers sur les marchés russes de ventes au détail et en gros.
Il y a eu une courte campagne de déportations arbitraires et illégales de Géorgiens de Russie en raison de violations de visas et des mesures de répression sur les entreprises et les organisations possédées par des Géorgiens ou de type géorgien en 2006, faisant partie de la crise russo-géorgienne de 2006.
Newsweek a rapporté qu'« en 2005, quelque 300 000 personnes ont été condamnés pour des violations d'immigration uniquement à Moscou. En 2006, selon Civil Assistance, les chiffres sont plusieurs fois supérieurs. »

### Racisme et xénophobie
Comme Álvaro Gil-Robles l'a noté en 2004, les principales communautés victimes de xénophobie sont la communauté juive, les groupes originaires du Caucase, les migrants et les étrangers. 
Dans son rapport de 2006, Vladimir Loukine a relevé une augmentation des sentiments nationalistes et xénophobe en Russie, ainsi qu'une augmentation de la fréquence de cas de violence et d'émeute sur fond d'intolérance raciale, nationaliste ou religieuse,,
Les activistes des droits de l'Homme ont souligné que 44 personnes ont été tuées et près de 500 agressées pour des raisons raciales en 2006. Selon des sources officielles, il y a 150 "groupes extrémistes" avec plus de 5 000 membres en Russie en 2006.
Le Conseil de l'Union européenne a noté en 2007, que des membres haut placés de l'administration fédérale ont publiquement approuvé le combat contre le racisme et l'intolérance, et de nombreux programmes ont été adoptés pour réaliser ces objectifs. Ceci a été accompagné par un accroissement dans le nombre de déclarations incitant à combattre la haine nationale, raciale ou religieuse. Cependant, il y a eu une augmentation alarmante dans le nombre d'agressions violentes motivées par le racisme en Russie sur quatre ans, et actuellement, plusieurs représentants des forces de l'ordre restent souvent réticents à reconnaître la motivation raciale ou nationaliste dans ces crimes. Les discours de haine sont devenus plus réguliers dans les médias et le discours politique. La situation des personnes originaires de la Ciscaucasie est particulièrement inquiétante. 
Vladimir Loukine a noté que l'inactivité des membres des forces de l'ordre pourrait avoir de sérieuses conséquences, comme en septembre 2006, l'émeute interethnique à Kondopoga en république de Carélie. Loukine a relevé le rôle provocateur du Movement Against Illegal Immigration. En résultat des événements de Kondopoga, tous les responsables des forces de l'ordre de la république ont été licenciés et plusieurs procédures criminelles ouvertes. 
Selon un sondage national réalisé par VTsIOM en 2006, 44 % des sondés considèrent la Russie comme « la patrie de plusieurs nations » où chacun doit avoir des droits égaux, 36 % pensent que « les Russes devraient avoir plus de droits car ils constituent la majorité de la population » et 15 % pensent que « la Russie doit être la pays des Russes ».  Cependant, la question est également ce que le terme « Russe » signifie. Pour 39 % des sondés, les Russes sont toutes les personnes qui ont grandi et ont été élevées selon les traditions russes, 23 % considèrent les Russes comme étant ceux travaillant pour le bien de la Russie, pour 12 % ce sont les personnes dont la langue maternelle est le russe et pour 7 % les Russes sont les adeptes des traditions de l'Église orthodoxe russe.
Selon les statistiques du ministère de l'Intérieur russe, en 2007 en Russie, les citoyens étrangers et les personnes sans nationalité ont commis plus de cinquante mille crimes, alors que le nombre de crime contre ces groupes sociaux était de 15 985.
Comme rapporté par Associated Press, en 2010, le SOVA Center (en) a noté une baisse significative des violences ayant une motivation raciale en 2009 par rapport à 2008 : « 71 personnes ont été tuées et 333 blessées dans des attaques racistes l'année passée (2009), en baisse de 110 morts et 487 blessés en 2008 ». Selon le rapport du SOVA Center, la baisse est principalement due « aux efforts de la police pour démanteler les plus grands et les plus agressifs groupes extrémistes à Moscou et dans les régions avoisinantes ». La plupart des victimes étaient « de peau noire, des migrants non-slaves venus d'anciennes républiques soviétiques en Asie centrale ... et du Caucase ». Le journaliste de l'Associated Press Peter Leonard a commenté, « les découvertes semblent confirmer les propos du gouvernement quant à leur tentative de combattre les violences racistes ».

## Institutions psychiatriques

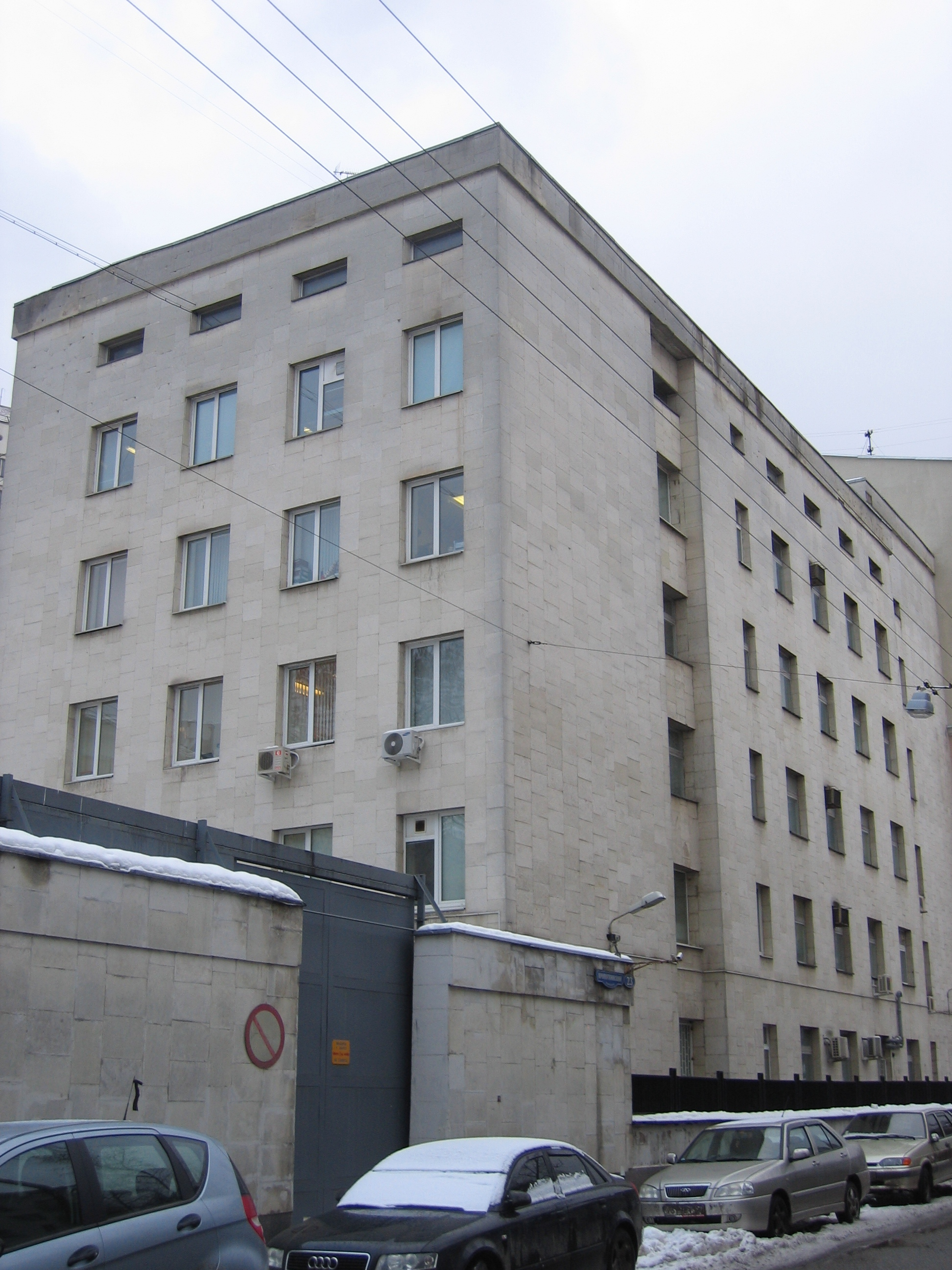
Un des bâtiments de l'institut Serbsky Center, spécialisée dans la recherche de la psychiatrie médico-légale.

Au cours des dernières années, on a recensé de nombreux cas de personnes déclarées folles par les autorités russes et internées dans des structures psychiatriques,,,.
Peu de choses ont changé dans le Serbsky Center (en) de Moscou où plusieurs dissidents soviétiques célèbres ont été incarcérés après avoir été déclarés atteints de schizophrénie à progression lente (en). Cet institut conduit plus de 2 500 évaluations ordonnées par la justice par année. Lorsque le criminel de guerre Iouri Boudanov a été testé en 2002, le panel conduisant l'enquête était dirigé par Tamara Pechernikova, qui a condamné le poète Natalya Gorbanevskaya dans le passé. Boudanov a été déclaré non coupable, en raison de « folie temporaire ». Après un scandale public, il a été déclaré sain par un autre panel incluant Georgi Morozov, l'ancien directeur de Serbsky qui a déclaré de nombreux dissidents fous dans les années 1970 et 1980. L'Institut Serbsky a également fait une expertise concernant l'empoisonnement massif de plusieurs centaines d'écoliers tchétchènes par une substance chimique inconnue ayant une action forte et prolongée, qui les a rendu complètement incapables durant plusieurs mois. Le panel a découvert que la maladie était simplement causée par une tension « psycho-émotionnelle »,.

## Droits des enfants et des handicapés
Actuellement, une estimation chiffre à 2 millions les enfants vivant dans les orphelinats russes, avec en plus 4 millions d'enfants dans les rues. Selon un rapport de 1998 de Human Rights Watch, « Les enfants russes sont abandonnés à raison de 113 000 par année pour les deux années précédentes, une hausse dramatique par rapport à 1992 qui était à un niveau de 67 286. Sur un total de plus de 600 000 enfants classifiés comme étant « sans soins parentaux », un tiers réside dans des institutions tandis que le reste est placé auprès de différents gardiens. Dès le moment où l'État les prend sous sa tutelle, les orphelins en Russie, parmi lesquels 95 % ont toujours un parent vivant, sont exposés à des niveaux choquants de cruauté et de négligence ». Une fois officiellement déclarés comme handicapés mentaux, les orphelins russes sont « stockés à vie dans des institutions psycho-neurologiques. En plus de ne recevoir que peu ou aucune éducation dans ces institutions, ces orphelins peuvent être retenus dans des sacs de tissu, attachés par un membre à un meuble, être soumis à des stimulations niées[Quoi ?] et parfois sont laissés couchés à moitié nus dans leurs propres excréments. Les enfants grabataires de 7 à 17 ans sont confinés dans des chambres à coucher en manque de personnel comme dans les maternités et sont dans certains cas négligés à mort ». La vie et la mort des enfants handicapés dans les institutions d'état ont été décrites par l'écrivain Ruben Gallego,.
En dépit des nombreux enfants abandonnés et de la médiocre qualité des soins qu'ils reçoivent en Russie, de récentes lois ont rendu l'adoption d'enfants russes par des étrangers considérablement plus difficile.

## Trafic d'êtres humains
La fin du communisme, la chute de l'Union soviétique et la Yougoslavie[pas clair] ont contribué à l'augmentation du trafic d'êtres humains, avec une majorité de victimes féminines forcées de se prostituer,. La Russie est le pays d'origine de beaucoup de personnes, principalement des femmes et des enfants, soumises au trafic dans le but d'une exploitation sexuelle. La Russie est également une destination et un pays de transit pour les personnes mises en trafic dans le but d'une exploitation sexuelle et de travail depuis des régions ou des pays voisins en Russie ou à l'étranger. La Russie compte un quart des 1 235 victimes identifiées en 2003 mises en trafic en Allemagne. Le gouvernement russe a déclaré vouloir combattre ce trafic, mais a été critiqué pour avoir échoué dans le développement de mesures efficientes dans le renforcement de la loi et la protection des victimes,.